# 다이아나 리 이노산토
다이아나 리 이노산토(Diana Lee Inosanto, 1966년 5월 29일 ~ )는 미국의 영화 감독, 배우, 스턴트 배우, 영화배우, 무술가이다.

## 영화
- 더 라스트 투어 (2016년)
- 프로디지 (2005년) - 에쉬 역
- 벌트 (2005년) - 그레이스 역
- 타임 머신 (2002년)